# TI InterActive!
TI InterActive! er et matematikprogram lavet af Texas Instruments. Programmet kan bruges til rigtig mange ting, som fx at løse ligninger, tegne grafer og meget mere. Seneste udgave er fra 2004.
| Software | Spire Denne artikel om software og programmering er en spire som bør udbygges. Du er velkommen til at hjælpe Wikipedia ved at udvide den. |